# خرم دشت (نائين)
خرم دشت هي قرية في مقاطعة نائين، إيران. عدد سكان هذه القرية هو 75 في سنة 2006.